# Lista de selos de Portugal - Monarquia
A categoria Portugal - Monarquia inclui as primeiras emissões comemorativas de Portugal no período da Monarquia.
| - Selo D. Maria II - Selo D. Pedro V (cabelos lisos) - Selo D. Pedro V (cabelos anelados) - Selo D. Luís - Selo D. Luiz (fita curva) - Selo D. Luís (fita direita) - Selo D. Luís (perfil) - Selo D. Luiz (frente) - Selo D. Carlos (Diogo Neto) - Selo D. Carlos (Mouchon) - Selo D. Manuel II | 1876 - Selo Legenda “JORNAES” 1894 - Selo 5º centenário do nascimento do Infante D. Henrique 1895 - Selo 7º centenário do nascimento de Santo António de Lisboa 1898 - Selo 4º centenário do descobrimento do caminho marítimo para a Índia |